# سيدي بطاش
سيدي بطّاش هي قرية مغربية، بإقليم بن سليمان. تقع سيدي بطاش بين الرباط والدار البيضاء، وتضم 6.370 نسمة (إحصاء 2 سبتمبر 2004).

### معرض الصور

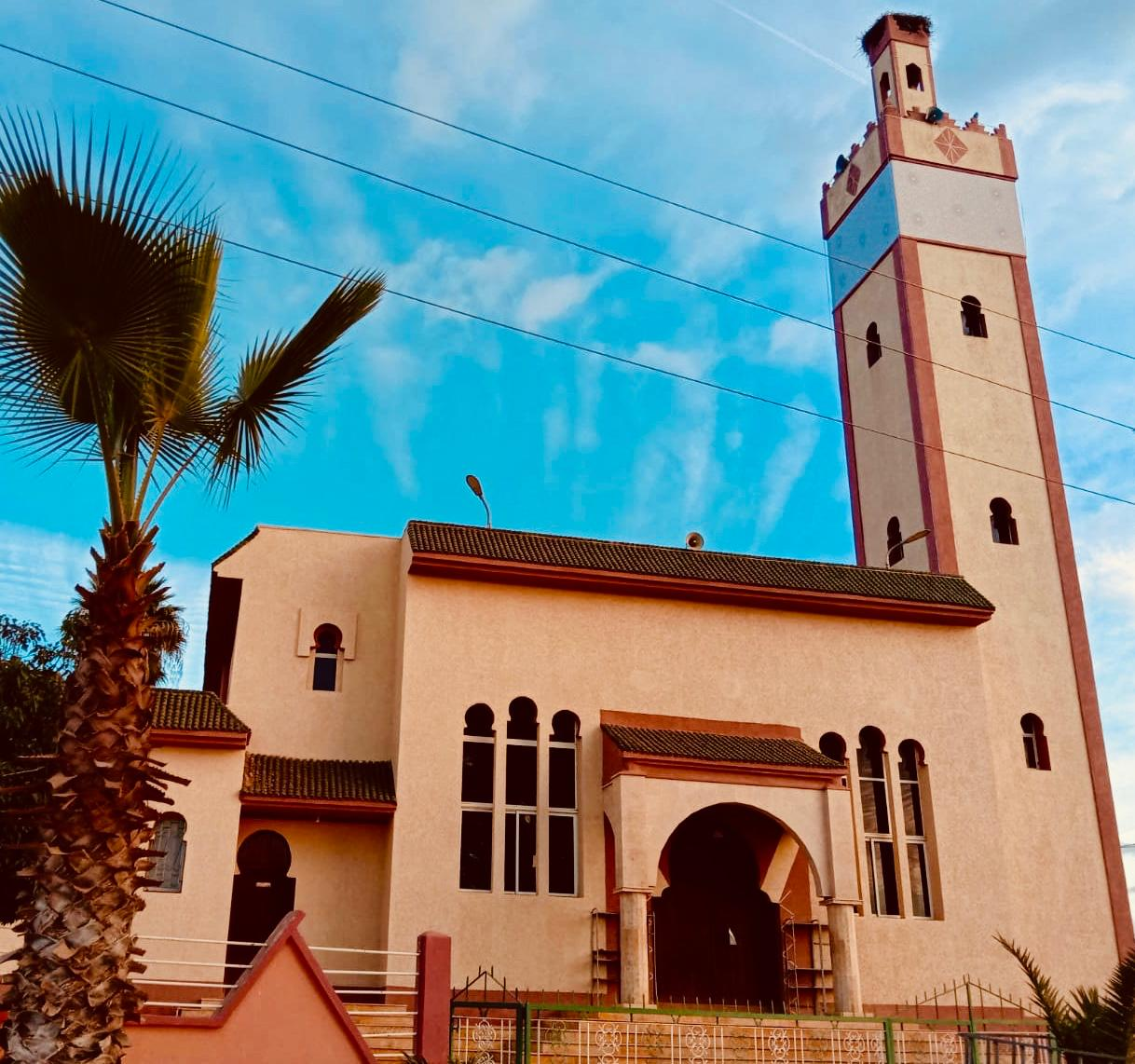
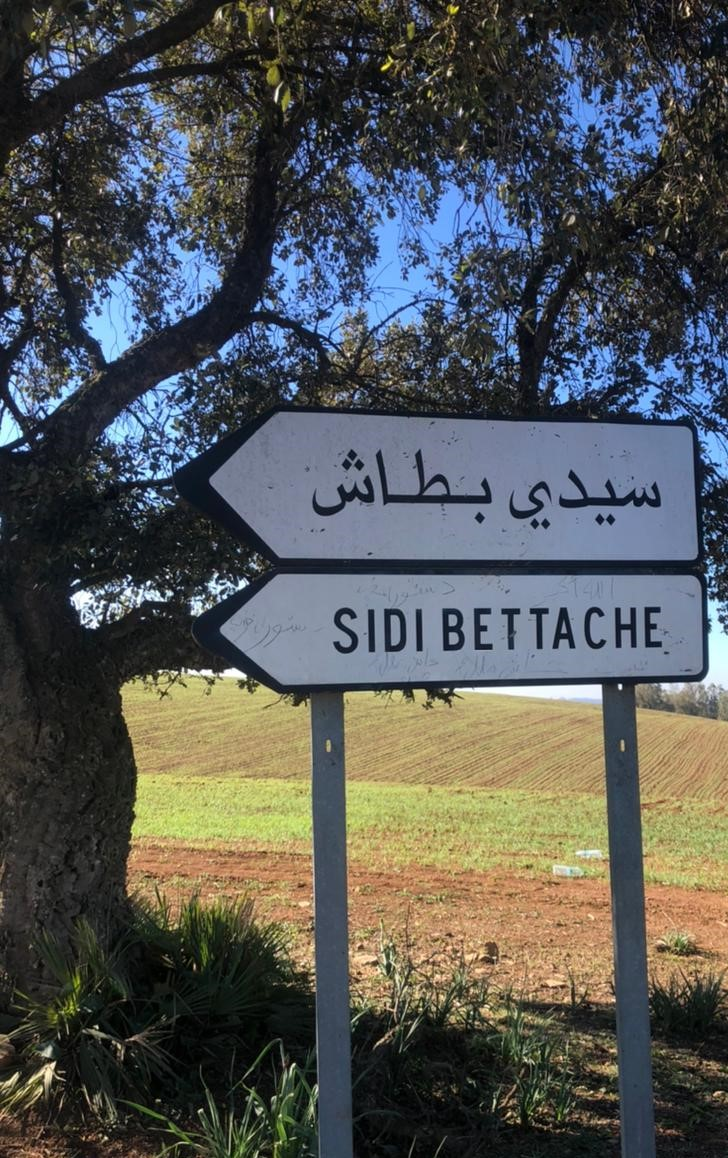
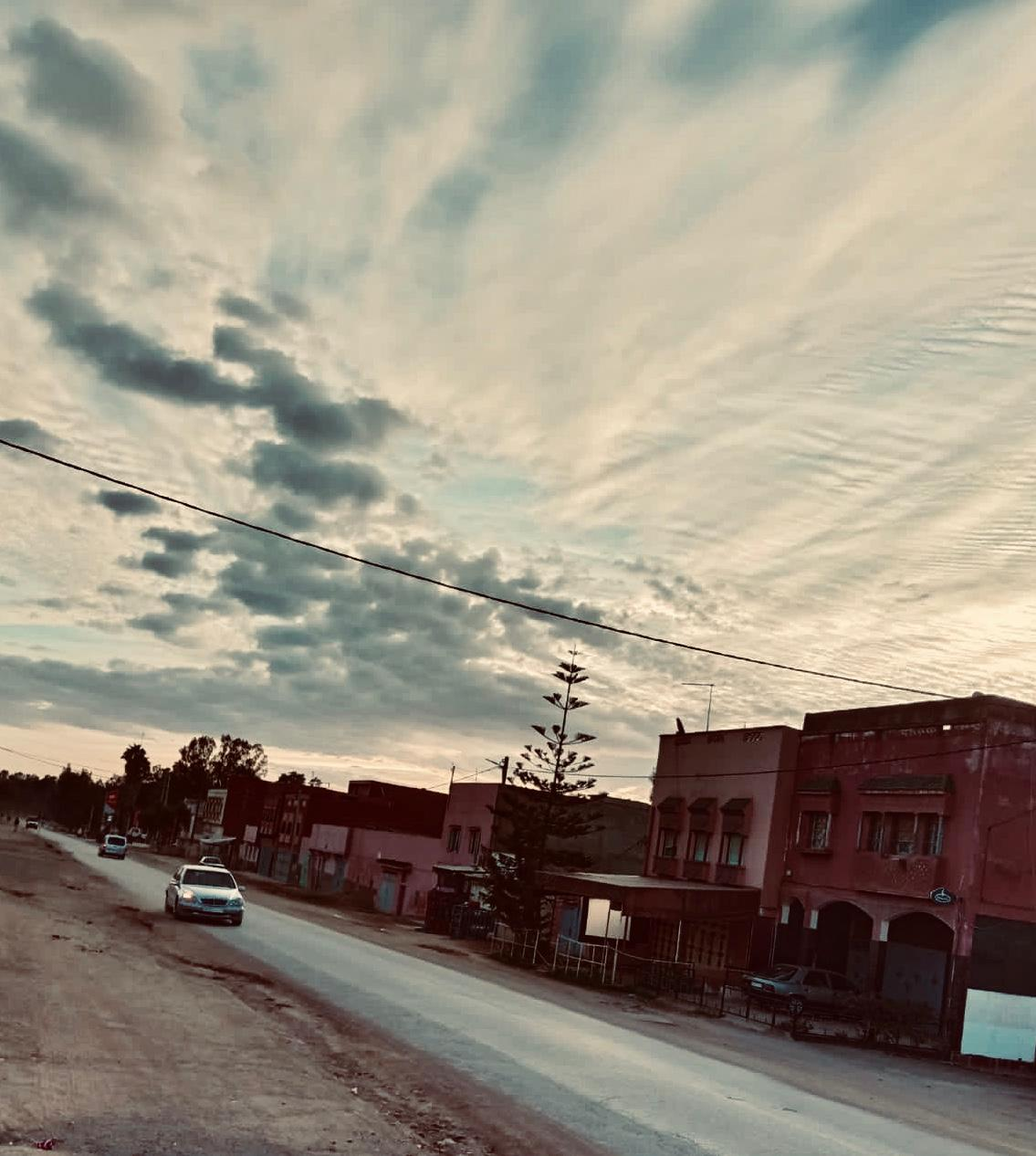
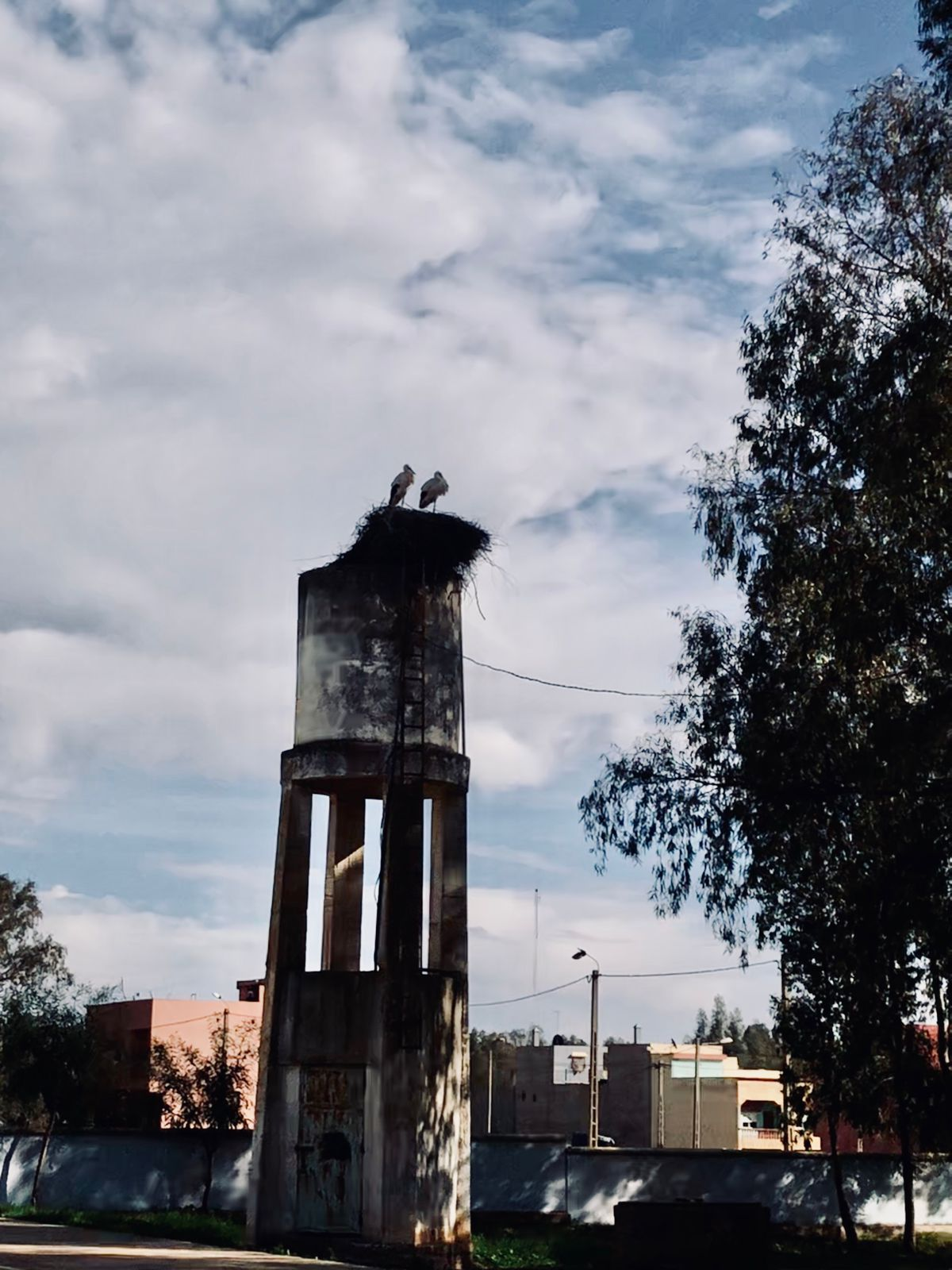
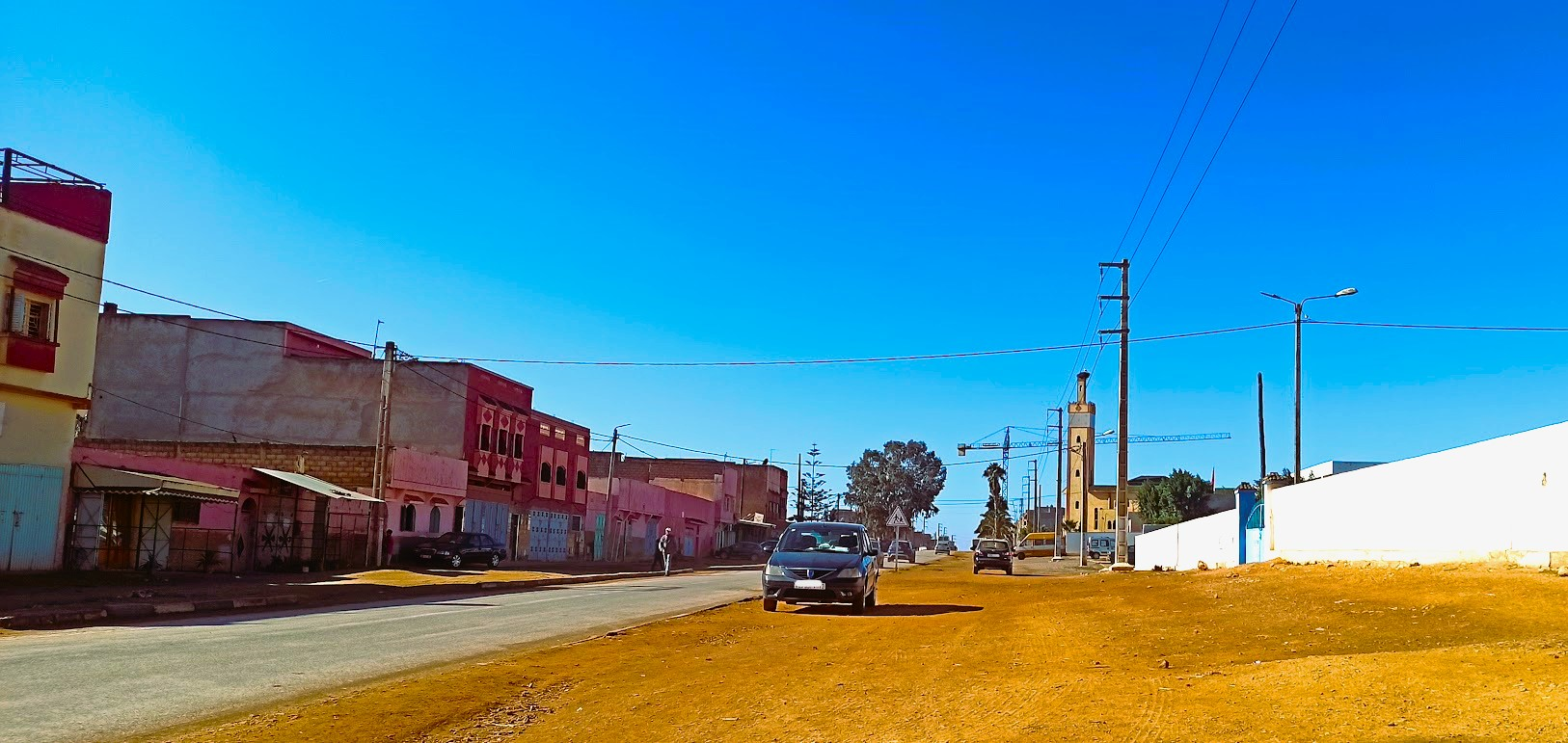
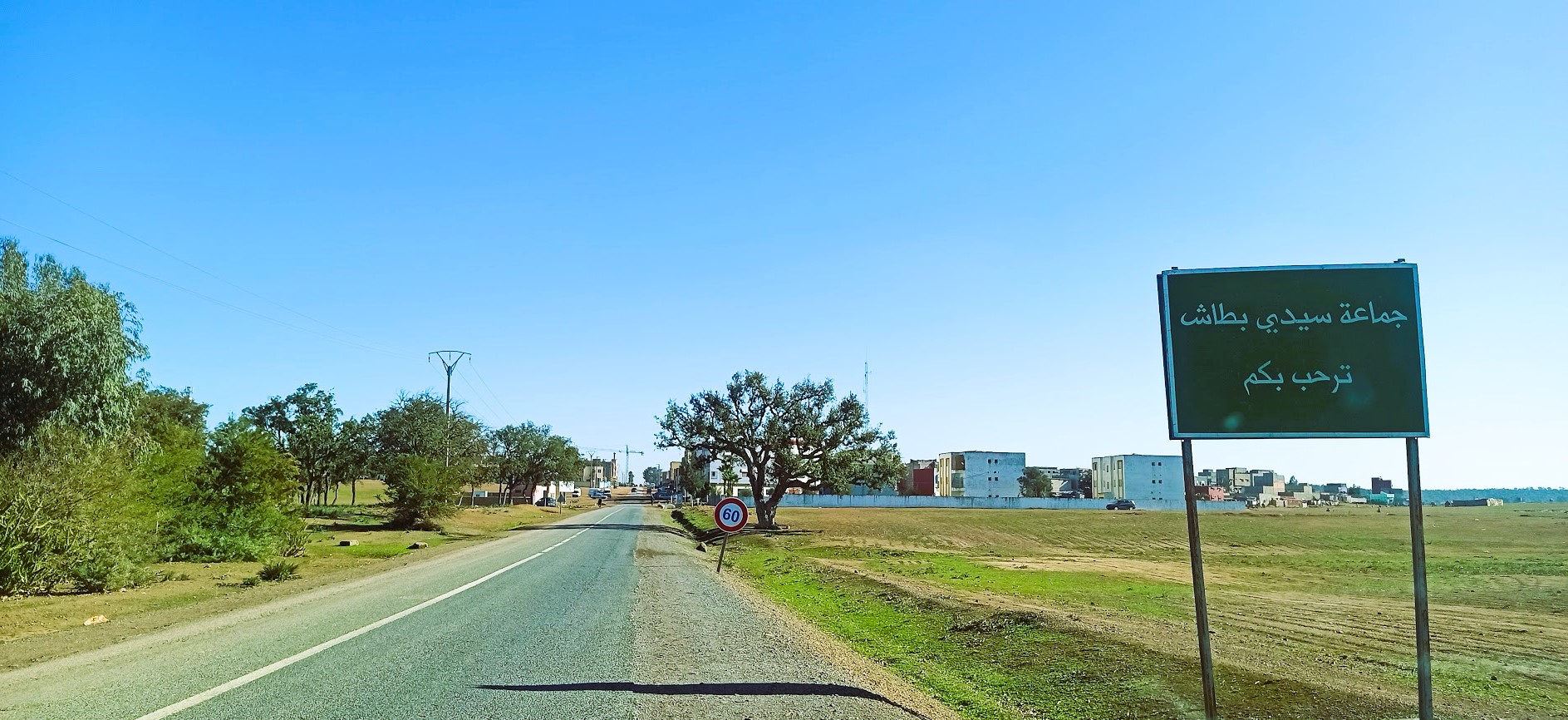

## الجغرافيا

### الموقع
- تقع قرية سيدي بطاش على الطريق الجهوية رقم 404 الربطة بين بن سليمان والرماني وهي ملتقى لطريق الجهوية 404 و403 .
- تبعد قرية سيدي بطاش عن بن سليمان ب 29 كلم وعن مدينة الرماني ب 33 كلم وعن تمارة ب 45 كلم وعن الرباط ب 50 كلم وعن الدار البيضاء ب 85 كلم.